# Département des Transports de Californie
Le département des Transports de Californie (California Department of Transportation ou Caltrans) est un département gouvernemental de l'État de Californie chargé des transports. Il est chargé des routes d'État et est fortement impliqué dans les différents systèmes de transport en commun.

## Histoire
Les origines du département des Transports de Californie remontent à 1895 avec la création par le gouverneur James Budd d'un bureau chargé du réseau routier. Ce dernier, entièrement sous la responsabilité des comtés, était essentiellement en terre avec quelques routes pavées dans les agglomérations. Mais il faut attendre 1912 pour que l'État réalise son premier projet de construction sur la El Camino Real entre San Francisco et Burlingame.
La dernière réorganisation institutionnelle du département date de 1972.